# Crête occipitale externe
La crête occipitale externe est une crête osseuse de la face externe de l'écaille de l'os occipital  qui démarre à la protubérance occipitale externe et qui descend jusqu'à la partie médiane du bord postérieur du foramen magnum.
C'est le point d'insertion du ligament de la nuque.